# 堺市立福泉中央小学校
堺市立福泉中央小学校（さかいしりつ ふくいずみちゅうおう しょうがっこう）は、大阪府堺市南区にある公立小学校。
泉北ニュータウン栂地区の桃山台とその周辺の旧村部を校区としている。

## 沿革
1952年に大庭寺地区に福泉町立小学校（現在の堺市立福泉小学校）の分校を開設し、低学年の児童を収容したことに始まる。1956年に分校を改編・継承する形で、野々井（現在の南区稲葉1丁）に福泉町立福泉第二小学校を設置した。
当初は旧村部に校舎があったが、泉北ニュータウンの開発とともに1975年にニュータウン内の現在地に移転している。泉北ニュータウンの小中学校はニュータウン開発とともに新設開校されたケースが大半だが、旧村地域にあった学校を移転・継承している数少ないケースでもある。
- 1952年9月1日 - 福泉町立福泉小学校分校を設置。該当地域内の1-2年生を収容。
- 1956年4月1日 - 分校を閉鎖。福泉町立福泉第二小学校として開校。
- 1961年3月1日 - 福泉町が堺市に編入されたことに伴い、堺市立福泉中央小学校に改称。
- 1975年 - 現在地に移転。

## 通学区域
- 堺市南区 稲葉、大庭寺、高尾、野々井、三木閉、桃山台3丁・4丁の全域。
- 堺市南区 小代、太平寺、豊田、和田のそれぞれ一部。
- 堺市西区 太平寺の一部。

和泉市の子も一部通学

卒業生は基本的に堺市立福泉南中学校に進学する。

## 交通
- 南海泉北線 栂・美木多駅から徒歩25分、もしくは北側5番乗り場の西区役所前行き（桃山台3丁経由）で福泉南中学校前下車、南側1番乗り場の津久野駅前行きで福泉中央小学校前下車。

## 出身者
吉田たち(吉本興業)